# Bordertown (serie finlandesa)
Bordertown o Ciudad fronteriza (en finés: Sorjonen) es un drama criminal finlandés y una serie de televisión noir nórdico creada por Miikko Oikkonen y protagonizada por Ville Virtanen como el  detective Kari Sorjonen. La primera temporada, que constaba de once episodios, se estrenó en Finlandia el 16 de octubre de 2016 en Yle TV1 . La segunda temporada, que contiene diez episodios, se estrenó el 7 de octubre de 2018 y la tercera temporada, que contiene otros diez episodios, se estrenó en diciembre de 2019.Además de su país de origen, la serie ha recibido elogios a nivel internacional; los fanáticos de la serie incluyen al autor estadounidense Stephen King,   la actriz de Hollywood Gwyneth Paltrow, y la estrella de Monty Python Eric Idle.

## Descripción general
El inspector detective Kari Sorjonen es uno de los oficiales más respetados de la Oficina Nacional de Investigaciones (NBI) en Finlandia cuando su esposa apenas sobrevive al cáncer cerebral. Sorjonen es un autista de alto funcionamiento y exhibe rasgos relacionados con el savantismo .  El personaje está basado en el escritor británico Daniel Tammet y también se parece a un Sherlock Holmes tipo " hombre común ". Sorjonen asume un nuevo trabajo, inicialmente al frente de SECRI, la Unidad de Delitos Graves, en la ciudad de Lappeenranta, Karelia del Sur, Finlandia. Muda a su familia al pueblo cerca de la frontera con Rusia para una vida más pacífica. Sin embargo, las cosas resultan estar menos que tranquilas allí. Entrelazado con el trabajo de casos de SECRI, Sorjonen intenta ser un esposo devoto para una esposa que se recupera de un problema de salud, así como un padre devoto para una hija. Su trabajo a menudo tiene prioridad sobre las preocupaciones familiares, algo con lo que su esposa e hija luchan a lo largo de la serie. Aunque singularmente centrado en sus investigaciones, Sorjonen claramente tiene una cercanía no solo con su familia sino también con los otros miembros del equipo de SECRI, especialmente Niko, Lena y HP 

## Desarrollo y producción
Bordertown es una producción para Yle de Fisher King Production  y Federation Entertainment.     La serie se presentó en el MIPTV Media Market de Cannes el 3 de abril de 2016, donde compitió en los MIPDrama Screenings por el premio "Coup de Cœur".   
Los derechos de distribución internacional fueron adquiridos de Federation Entertainment en octubre de 2016 por Sky Deutschland para Alemania, CanalPlay para Francia y VRT para Flandes (Bélgica de habla holandesa).  La serie se vendió a "más de 40 países". 
Bordertown se renovó para una segunda temporada el 25 de abril de 2017,  con Kuusniemi, Sinisalo, Susi, Ainali y Villi también retomando sus papeles.  El rodaje comenzó en Lappeenranta el 8 de agosto de 2017 y terminó en Helsinki el 7 de noviembre de 2017.   
La serie se renovó para una tercera temporada en septiembre de 2018,  y el rodaje comenzó el 13 de diciembre de 2018.  La temporada se estrenó en diciembre de 2019 y ha sido etiquetada como la última.  

## Realización

### Transmisión
Bordertown se estrenó en Yle TV1 el 16 de octubre de 2016.  El debut fue visto por 1,1 millones de espectadores y estableció un récord para una serie finlandesa.  La audiencia total de la primera temporada fue un promedio de un millón de espectadores. 
La segunda temporada se estrenó el 7 de octubre de 2018  (originalmente estaba programado para estrenarse el 14 de octubre). 
La tercera temporada se estrenó el 1 de diciembre de 2019. 

### Medios domésticos
Netflix adquirió los derechos en febrero de 2017 para transmitir la serie en Estados Unidos, Canadá, Reino Unido, Noruega, Suecia, Dinamarca, Irlanda, Islandia, Europa del Este, Rusia y los Países Bajos.  La transmisión de la primera temporada estuvo disponible el 31 de marzo de 2017, seguida de la segunda temporada el 2 de febrero de 2019 y la tercera temporada el 11 de mayo de 2020.  Netflix perderá la serie en mayo de 2023.
La primera temporada fue lanzada en DVD y Blu-ray en Alemania por EuroVideo el 14 de febrero de 2019, seguida de la segunda temporada el 11 de abril de 2019.  

## Premios y nominaciones
Bordertown ganó los premios Golden Venla 2017 a la mejor serie dramática, al mejor actor (Ville Virtanen) y a la mejor actriz (Anu Sinisalo).  

## Continuación
Bordertown: The mural murders es  una película basada en la serie, se estrenó en otoño de 2021 y contó con los personajes de la serie de televisión. La película, una obra independiente, fue producida por Fisher King Oy. También está prevista la distribución internacional. Netflix adquirió los derechos el 1 de diciembre de 2021.